# Sidonie Gabrielle Colette

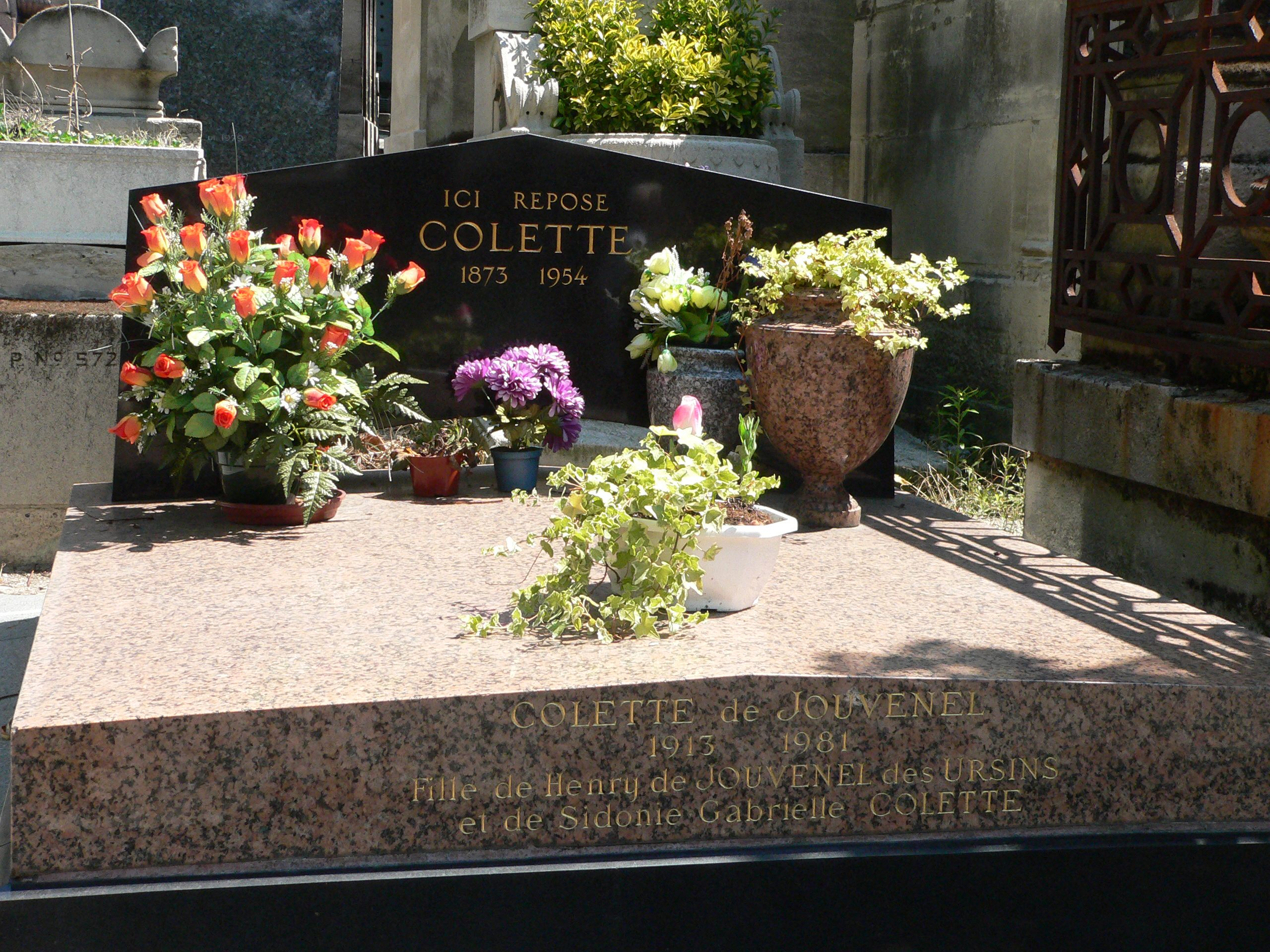
Colettes grav i Paris.

Sidonie Gabrielle Colette, allmänt känd som enbart Colette, född 28 januari 1873 i Saint-Sauveur-en-Puisaye, Yonne, död 3 augusti 1954 i Paris, var en fransk författare, varietéartist och dansös. 

## Biografi
Colettes föräldrar var okonventionella. Hennes far var veteran från den italienska frihetskampen, där han hade förlorat ett ben. Han arbetade som skatteindrivare. Hennes mor ansågs vara en okonventionell figur, en kvinna som främst älskade sina husdjur och sin trädgård.
År 1893 gifte sig Colette med den betydligt äldre musikkritikern och journalisten Henri Gauthier-Villard, känd som "Willy". Han uppmuntrade henne att börja skriva. Colette debuterade 1900 med den första boken med flickan Claudine i huvudrollen, Claudine i skolan (Claudine à l'école). Denna bok och de påföljande i serien utkom först under makens pseudonym, Willy.
1901 kom nästa bok om Claudine, Claudine i Paris (Claudine à Paris) som handlar om Claudines tid som nygift. I båda böckerna finns, liksom i hennes övriga produktion, starka självbiografiska element. I Varieté (La Vagabonde 1910) försörjer sig den nyskilda huvudpersonen, precis som författaren, som varietéartist (Colette var gift 1893–1906). Hon separerade från sin make 1905, då hon tröttnat på hans utomäktenskapliga affärer.
Hon började sedan uppträda som strippa på musikhallar, där hon djärvt visade ena bröstet. Hon mimade kopulation i ett framträdande på Moulin Rouge, och detta blev en stor skandal. Under dessa år inledde hon en serie relationer med andra kvinnor, såsom Natalie Clifford Barney och "Missy" (Mathilde de Morny) som hon ibland delade scenen med. "Missy" var släkt med Napoleon III av Frankrike. Colette hade flera lesbiska kärleksförhållanden.
1912 gifte hon sig med redaktören för tidningen Le Matin, Henry de Jouvenel, och fick med honom en dotter – denna har sedermera berättat att hon var helt försummad av sina föräldrar och att hennes mor egentligen aldrig ville få barn.[källa behövs] Äktenskapet slutade 1924 i skilsmässa, dels på grund av hans otrohet dels på hennes affär med hans 16-åriga son Bertrand de Jouvenel. Colette gifte om sig 1935. Mannen var jude, och Colette hjälpte honom att gömma sig under den tyska ockupationen under andra världskriget. Under de sista tjugo åren av sitt liv led Colette av förlamande artrit, som hade utlösts 1931 vid en vadbensfraktur. 
Idag räknas Colette som en av de viktigaste franska 1900-talsförfattarna. Hennes böcker behandlar frispråkigt kvinnans kval och njutningar, sexualitet och frihet. Detta var teman som chockerade Frankrike vid seklets början, men som senare i livet förde henne högt upp i det franska litterära etablissemanget.
Hennes kanske mest kända roman Gigi om den unga parisflickan Gigi och hennes förälskelsehistoria med den äldre kusinen Gaston Lachaille blev en stor Broadwaysuccé och hollywoodfilmatiseringen från 1958 belönades med nio oscars (se filmen Gigi, ett lättfärdigt stycke).
Ett antal av hennes andra verk har också dramatiserats för scenen och filmen, bland annat Fjärran tillflykt (La Retraite sentimentale, 1907), I bojor (L'Entrave 1913), Mitsou (1919), Chéri (1920), Tidig blomning (Le Blé en herbe 1923), Kattan (La Chatte 1933), och Duo (1934).
Colette ligger begravd på den berömda Père-Lachaise-kyrkogården i Paris.